# 2011
2011 (MMXI) — невисокосний рік, що почався в суботу 1 січня та закінчився в суботу 31 грудня за григоріанським календарем. 2011-й рік нашої ери — це 11-й рік III-го тисячоліття та XXI століття, а також другий з 2010-х років.
2011 також є роком темного металевого зайця за Шістдесятирічним циклом китайського календаря.

## Офіційні й інші ювілеї та пам'ятні дати в Україні
- Міжнародний рік лісів, оголошений 83-му пленарному засіданні Генеральної Асамблеї ООН 20 грудня 2006 року.

## Події

### Політика, вибори
- 1 січня — Угорщина взяла головування у Раді Європейського союзу.
- 1 січня — набрав чинності новий адміністративний поділ Греції за Програмою «Каллікратіс».
- 9 січня — розпочався тижневий референдум у десяти провінціях південного Судану щодо проголошення незалежності.
- 10 січня — баскське сепаратистське угруповання ЕТА оголосило про припинення збройної боротьби проти іспанського уряду та перехід на бік уряду.
- 14 січня — через хвилю народного невдоволення і заворушень на території Тунісу введено надзвичайний стан. Президент країни Зін аль-Абідін бен Алі залишив країну, декретом передавши повноваження прем'єру; армія взяла владу у свої руки.
- 23 січня — чинний президент Португалії Каваку Сілва переобраний на другий термін.
- 25 січня — ПАРЄ закликала до проведення міжнародного розслідування фактів незаконної торгівлі органами людей у Косово[1].
- 26 січня — У Габоні Уряд розпускає головну опозиційну партію, звинувачуючи одного з її лідерів у вчиненні державної зради.
- 28 січня — масові протестні демонстрації, зіткнення і безлад у Каїрі, Александрії, Суеці та інших містах Єгипту, сотні постраждалих. Надвечір президент країни Хосні Мубарак у телезверненні оголосив про відставку уряду.
- 28 січня — Поліція Габону використовує газ проти антиурядових демонстрантів через два дні після того, як лідер опозиції Андре Мба Обам оголошує себе президентом.
- 1 лютого — король Йорданії Абдалла II розпустив уряд на тлі масових акцій протесту в країні.
- 5 лютого — набрав чинності черговий договір між Росією та США про скорочення стратегічних озброєнь.
- 11 лютого — після тижнів масових демонстрацій президент Єгипту Хосні Мубарак залишив посаду, доручивши Вищій раді збройних сил управляти країною.
- 13 лютого — вища рада збройних сил Єгипту розпустила парламент і призупинила дію конституції.
- 13 лютого — поліція Бахрейну провела операцію з витіснення антиурядових демонстрантів з головної площі столиці країни Манами: четверо загиблих, півсотні поранених.
- 25 лютого — на загальних парламентських виборах в Ірландії перемогла опозиційна партія Fine Gael.
- 6 березня — на парламентських виборах в Естонії здобула перемогу очолювана прем'єром Андрусом Ансипом правоцентристська коаліція.
- 14 березня — у Бахрейн на прохання сунітського уряду проти масових протестів шиїтської більшості введені військові підрозділи Саудівської Аравії та ОАЕ.
- 20 березня — президентом Гаїті обраний Мішель Мартеї, відомий у країні співак.
- 22 березня — проти екс-президента Леоніда Кучми порушено кримінальну справу за звинуваченням у причетності до вбивства журналіста Георгія Гонгадзе[2].
- 22 березня — колишній президент Ізраїлю Моше Кацав засуджений на 7 років позбавлення волі за зґвалтування.
- 23 березня — парламент Португалії відхилив четвертий пакет бюджетної економії, уряд Жозе Сократеша пішов у відставку.
- 25 березня — канадський парламент висловив недовіру консервативному уряду Стівена Гарпера.
- 28 березня — на тлі масових протестів у Сирії президент Башар аль-Асад розпустив уряд.
- 30 березня — у М'янмі була офіційно розформована військова хунта, що управляла країною майже 50 років. Влада передана цивільному уряду, кабінет міністрів очолив президент країни Тейн Сейн.
- 31 березня — Рада Безпеки ООН ухвалила резолюцію, в якій закликає Лорана Гбагбо залишити посаду президента Кот-д'Івуара у зв'язку з тим, що він програв вибори.
- 3 квітня — на дострокових президентських виборах у Казахстані вчетверте з результатом понад 95 % голосів переобраний Нурсултан Назарбаєв.
- 11 квітня — президент Ємену Алі Абдалла Салех погодився піти у відставку, прийнявши план врегулювання, представлений Радою співробітництва арабських держав Перської затоки.
- 16 квітня — чинний президент Нігерії Гудлак Джонатан переобраний на президентських виборах у країні.
- 17 квітня — парламентські вибори у Фінляндії.
- 18 квітня — парламент Угорщини прийняв нову конституцію країни.
- 19 квітня — у Сирії скасовано надзвичайний стан, який діяв з 1963 року[3].
- 19 квітня — на VI з'їзді Компартії Куби кубинський лідер Фідель Кастро вперше не включений до складу політбюро, посаду першого секретаря партії офіційно зайняв його брат, 79-річний голова Державної ради Куби Рауль Кастро[4].
- 27 квітня — суд у Коста-Риці засудив колишнього президента країни Мігеля Анхеля Родрігеса до п'яти років позбавлення волі за хабар від французької компанії Alcatel.
- 29 квітня — у Великій Британії принц Вільям повінчався з Кейт Міддлтон.
- 2 травня — дострокові парламентські вибори в Канаді виграла Консервативна партія чинного прем'єра Стівена Гарпера.
- 3 травня — Ізраїль та ХАМАС підписали в Каїрі угоду про міжпалестинське примирення[5].
- 4 травня — на референдумі британці відхилили перехід до альтернативної системи виборів до парламенту[6].
- 7 травня — правляча в Сінгапурі з 1965 року Партія народної дії здобула перемогу на парламентських виборах, отримавши 81 з 87 депутатських мандатів.
- 9 травня — у Німеччині стартував перший від часів об'єднання країни загальний перепис населення[7].
- 15 травня — в аеропорту імені Джона Кеннеді в Нью-Йорку затриманий глава Міжнародного валютного фонду Домінік Стросс-Кан за звинуваченням у сексуальних домаганнях[8][9].
- 17 травня — перепис населення в Канаді.
- 26 травня — сербська поліція затримала генерала Ратко Младича, обвинуваченого гаазьким трибуналом у військових злочинах під час війни у Боснії.
- 5 червня — опозиційні соціал-демократи перемогли на позачергових парламентських виборах у Португалії[10].
- 5 червня — лівий націоналіст Ольянта Умала обраний президентом Перу.
- 12 червня — владна «Партія справедливості і розвитку»Туреччини перемогла на виборах до парламенту країни.
- 28 червня — Крістін Лагард призначена директором-розпорядником МВФ на п'ятирічний термін, що починається з 5 липня 2011 року[11][12].
- 24 вересня — другі в історії Об'єднаних Арабських Еміратів вибори до Федеральної національної ради, консультативного органу при уряді країни.
- 1 липня — Польща стала головувати у Європейському Союзі.
- 1 липня — князь Монако Альбер II та уродженка ПАР, олімпійська чемпіонка з плавання Шарлін Віттсток одружилися.
- 1 липня — в Марокко на референдумі 98 відсотків виборців підтримали конституційну реформу, запропоновану королем Мохаммедом VI.
- 3 липня — на парламентських виборах у Таїланді перемогла опозиційна партії Пхиа Таї (Для Таїланду), яку очолює Їнглак Чинават, сестра колишнього прем'єр-міністра Таксина Чинавата, усунутого від влади військовим переворотом 2006 року.
- 4 липня — помер Отто фон Габсбург.
- 9 липня — на політичній мапі світу з'явилася нова держава — Південний Судан зі столицею Джуба.
- 9 липня — у Британії через скандал з прослуховуванням політиків, зірок і звичайних громадян медіамагнат Руперт Мердок закриває таблоїд Ньюз оф зе Ворлд, газету з понад 160-річною історією[13].
- 19 липня—  вийшов фільм "Перший месник"
- 20 липня — поліція Сербії заарештувала колишнього президента самопроголошеної Республіки Сербська Країна (на території Хорватії) Горана Хаджича, останнього з розшукуваних Міжнародним трибуналом учасників військового конфлікту в Югославії[14].
- 22 липня — терористичний акт в Осло: вибух у центрі норвезької столиці біля резиденції прем'єр-міністра забрав життя семи осіб. Дві години по тому Андерс Беринг Брейвік влаштував бойню в молодіжному таборі Робітничої партії на острові Утея, застреливши 85 осіб.
- 23 липня — на референдумі у Латвії громадяни країни висловилися за розпуск Сейму.
- 29 липня — військове керівництво Туреччини в повному складі пішло у відставку через розбіжності з урядом Реджепа Тайїпа Ердогана.
- 3 серпня — Рада безпеки ООН опублікувала заяву, що офіційно засуджує «напади на громадян і масштабне порушення прав людини» в Сирії; заява прийнята одноголосно усіма 15 учасниками.
- 5 серпня — у Печерському суді Києва заарештована Юлія Тимошенко, колишня прем'єрка країни та опозиційний політик.
- 11 серпня — в Україні запроваджено інституцію Уповноваженого Президента України з прав дитини, на посаду Уповноваженого призначено Юрія Павленка.
- 30 серпня — новим прем'єр-міністром Японії обраний Нода Йосіхіко.
- 15 вересня — парламентські вибори у Данії після десятирічної перерви виграла ліва коаліція; прем'єром стає 44-річна Гелле Торнінг-Шмідт, перша жінка на цій посаді у країні.
- 17 вересня — дострокові парламентські вибори у Латвії[15].
- 17 вересня — в ООН підняли новий лівійський прапор, що підсумувало міжнародне визнання нової влади у країні.
- 10 жовтня — у Польщі партія «Громадянська платформа» чинного прем'єр-міністра Дональда Туска перемогла на загальних парламентських виборах.
- 10 жовтня — у Камеруні на виборах вшосте обраний президентом 78-річний Поль Бія.
- 11 жовтня — Печерський суд засудив Юлію Тимошенко до семи років ув'язнення, заборонив три роки обіймати державні посади, і зобов'язав відшкодувати НАК «Нафтогаз України» збитки на 1,5 млрд грн.
- 20 жовтня — баскське сепаратистське угрупування ЕТА оголосило про остаточне припинення збройної діяльності та звернулося до урядів Іспанії та Франції із закликом розпочати процес прямого діалогу з метою розв'язання наслідків конфлікту[16]
- 23 жовтня — парламентські вибори у Швейцарії.
- 23 жовтня — перші після повалення авторитарного режиму в Тунісі вибори до Установчих зборів.
- 23 жовтня — в Аргентині вибори членів законодавчих зборів країни і президента; чинний президент Крістіна Фернандес де Кіршнер переобрана на другий термін[17].
- 30 жовтня — на президентських виборах у Киргизстані переміг Алмаз Атамбаєв.
- 30 жовтня — Росен Плевнелієв, кандидат від правлячої партії «Громадяни за європейський розвиток», переміг на виборах президента Болгарії, набравши 52 % голосів у другому турі[18].
- 31 жовтня — Палестина була прийнята в ЮНЕСКО, попри погрози США позбавити організацію фінансування.
- листопад — створено і потім отримав підтримку парламенту тимчасовий уряд технократів на чолі з професором-економістом М. Монті. Безсилля партійної еліти в протистоянні економічним лихам — зростання бюджетного дефіциту і державного боргу, падіння ВВП, змусило італійські еліти підтримати ідею президента Дж. Наполітано[19].
- 6 листопада — Данієль Ортега переобраний президентом Нікарагуа[20].
- 6 листопада — відставний генерал Отто Перес Моліна обраний президентом Гватемали[21].
- 8 листопада — Елен Джонсон-Серліф була переобрана на посаду президента Ліберії, на другий тур прийшли всього 37 % виборців через бойкот другого кандидата.
- 11 листопада — у Греції, яка перебуває на межі дефолту і охоплена протестами, до присяги приведений новий уряд. Президент країни Каролос Папуліас доручив формування коаліційного кабінету міністрів колишньому заступнику голови Європейського центробанку Лукасу Пападімосу.
- 12 листопада — на екстреній нараді у Каїрі Ліга арабських держав призупинила членство Сирії[22] через недотримання арабського плану з врегулювання кризи до того моменту, поки в цій країні не буде припинено кровопролиття.
- 12 листопада — прем'єр-міністр Італії Сільвіо Берлусконі пішов у відставку[23] як і обіцяв, після прийняття парламентом закону про стабілізацію економічної ситуації в країні, який включає погоджені з керівництвом ЄС антикризові заходи.
- 19 листопада — у Каїрі та інших великих містах Єгипту спалахнули масові виступи проти правління військової ради за передачу влади цивільному уряду[24]; у зіткненнях з поліцією загинуло до 40 людей, понад 1000 поранені
- 20 листопада — на парламентських виборах в Іспанії перемогла опозиційна правоцентристська Народна партія, яка отримала 186 із 350 місць у парламенті.
- 23 листопада — президент Ємену Алі Абдалла Салех підписав у столиці Саудівської Аравії Ер-Ріяді угоду з представниками опозиції про передачу влади в країні[25].
- 25 листопада — на виборах до парламенту Марокко перемогла ісламістська «Партія справедливості і розвитку»[26].
- 26 листопада — у Новій Зеландії на загальних виборах консервативна Національна партія прем'єр-міністра Джона Кі перемогла і вперше отримала абсолютну більшість у парламенті[27].
- 28 листопада — президентські вибори у Демократичній Республіці Конго. Переможцем був оголошений чинний президент Жозеф Кабіла, що викликало зіткнення з опозицією[28][29].
- 30 листопада — колишній президент Кот-д'Івуар Лоран Гбагбо переданий у юрисдикцію Міжнародного кримінального суду в Гаазі, де його звинуватили у причетності до масових вбивств та зґвалтувань, вчиненими його прихильниками в ході збройного конфлікту.
- 4 грудня — у Росії владна партія «Єдина Росія» перемогла на виборах до Державної думи.
- 4 грудня — парламентські вибори в Хорватії виграла опозиційна коаліція Kukuriku на чолі з соціал-демократами.
- 6 грудня — король бельгійців Альберт II затвердив новий уряд країни на чолі з лідером Соціалістичної партії франкомовної спільноти Еліо ді Рупо. Бельгія перебувала півтори роки після виборів без уряду, що стало світовим рекордом.
- 10 грудня — в Ємені приведений до присяги уряд національної єдності, який очолюють лідери опозиції; його повноваження розраховані на 3-місячний перехідний період.
- 10 грудня — на конференції ООН з питань зміни клімату в Дурбані (ПАР) підписано угоду про продовження строків дії Кіотського протоколу.
- 11 грудня — вибори до парламенту у Кот-д'Івуарі, безпеку яких забезпечували 25 тисяч співробітників правоохоронних органів за підтримки семи тисяч миротворців ООН.
- 11 грудня — колишній президент Панами Мануель Нор'єга екстрадований з Франції, де він відбував покарання за відмивання грошей, на батьківщину, де він відбуватиме термін за вбивства політичних опонентів, які вчинив на посаді очільника держави.
- 12 грудня — Жовтневий райсуд Запоріжжя за пошкодження пам'ятника Сталіну присудив дев'яти «тризубівцям» тюремні строки до 3 років[30].
- 12 грудня — лікар і правозахисник Монсеф Марзукі обраний першим президентом Тунісу[31] після революції.
- 12 грудня — Канада оголосила про вихід з Кіотського протоколу[32].
- 12 грудня — суд Парижа присудив колишньому президенту Франції Жаку Шираку за корупцію два роки тюрми умовно.
- 19 грудня — очолений мусульманами-шиїтами уряд Іраку видав ордер на арешт віце-президента суніта Таріка аль-Гашемі[33] за звинуваченням у тероризмі, той сховався в автономному Китаї.
- 21 грудня — Міжнародний трибунал ООН щодо Руанди одноголосно засудив[34] до довічного ув'язнення колишнього голови владної партії MRND Матьє Нгірумпатсе і його заступника Едуарда Карамеру за організацію у 1994 році геноциду народності тутсі.
- 29 грудня — на дострокових виборах на Ямайці опозиційна Народна національна партія отримала дві третини голосів з 63 у острівному парламенті.

### Збройні конфлікти
Учені експерти Гейдельберзького інституту міжнародних досліджень конфліктів (HIIK) нарахували в 2011 році на планеті 20 війн, що є найвищим показником з 1945 року. Колишній рекорд (16 воєн) був зафіксований в 1993 році. У порівнянні з 2010 роком, коли було зафіксовано лише 6 воєн, показник 2011 року виглядає загрозливим. Експерти інституту HIIK, попереджають, що різке збільшення числа збройних конфліктів на планеті може звести нанівець тенденцію «до стабільнішого світу».
За підрахунками вчених, всього за минулий рік у світі відбулося 338 конфліктів, з яких 38 були визнані «особливо жорстокими». Такі конфлікти характерні насамперед для країн Близького Сходу і Африки. Так протистояння в Ємені, Лівії та Сирії переросли у війни. Загострилися конфлікти в Судані і Нігерії, посилилося протистояння між наркокорпораціями і урядом у Мексиці, операції пакистанської армії проти руху «Талібан», сутички між талібами та урядовими силами Афганістану — всі вони розцінюються вченими як війни.
- 3 лютого — на кордоні Камбоджі і Таїланду поновилося військові зіткнення за територію довкола храму 11 століття Преах-Віхеар, який перебуває під охороною ООН. Храм був пошкоджений артилерійським вогнем, із зони конфлікту евакуйовані десятки тисяч мешканців.
- 19 лютого — близько 200 людей загинули і 800 отримали поранення в ході зіткнень протестувальників з армією і масового безладу в лівійському місті Бенгазі на сході країни. Початок громадянської війни у Лівії.
- 18 березня — Рада безпеки ООН прийняла резолюцію 1973, що передбачає введення заборони на польоти лівійської авіації, вимагає від прихильників і противників Муаммара Каддафі негайного припинення вогню, а також дозволяє світовій спільноті прийняти всі необхідні заходи для недопущення насильства по відношенню до мирного населення Лівії, за винятком іноземної окупації.
- 19 березня — війська США, Франції, Великої Британії, Італії та Канади завдали ракетного удару по військовим підрозділам Муаммара Каддафі в Лівії.
- 30 березня — в ході громадянської війни в Кот д'Івуарі загони лідера опозиції Алассана Уаттара взяли столицю країни Ямусукро.
- 4 квітня — громадянська війна у Кот д'Івуарі: миротворча місія ООН, включаючи український контингент, і підтримувальні її загони французьких вояків взяли участь у зіткненнях на стороні обраного президента Алассана Уаттари.
- 11 квітня — в Абіджані французький спецназ штурмував бункер президента Лоран Гбагбо, полонив його і передав у руки опозиції.
- 2 травня — Барак Обама оголосив, що лідер «Аль-Каїди» Осама бен Ладен був убитий під час операції американських морських котиків у місті Абботтабад за 50 км від пакистанської столиці Ісламабада[36].
- 22 травня — Велика Британія повністю вивела війська з Іраку[37].
- 3 червня — під час обстрілу озброєною опозицією президентського палацу у Сані отримав поранення президент Ємену Алі Абдалла Салех.
- 22 серпня — за підтримки авіації НАТО лівійські повстанці взяли столицю країни Триполі.
- 15 жовтня — США відправили військовий контингент для підтримки боротьби урядів Уганди, Південного Судану, ЦАР та ДРК проти Господньої армії спротиву[38].
- 20 жовтня — загони Національної перехідної ради за допомогою авіації НАТО захопили Сирт та Бані-Валід, останні значні осередки спротиву прибічників Каддафі.
- 20 жовтня — турецька армія почала масштабну операцію проти загонів Робітничої партія Курдистану в турецькому Курдистані та в п'яти районах Північного Іраку[39].
- 31 жовтня — НАТО завершило військову операції в Лівії.
- 26 листопада — бойові вертольоти НАТО вторглися з території Афганістану в повітряний простір Пакистану і завдали удару по блокпосту в племінній області Мохманд, загинули 28 пакистанських військовиків, ще 14 поранено[40]. У відповідь влада Пакистану закрила північний маршрут доставки вантажів для військ НАТО в Афганістані через Хайберський прохід, і зажадала від США в 15-денний термін звільнити базу Шамсі у Белуджистані.
- 18 грудня — остання колона американських військ виведена з Іраку.

### Економіка
- 1 січня — Естонія перейшла на євро
- 1 січня — Спеціальні муніципалітети Нідерландів: Бонайре, Сінт-Естатіус і Саба (Карибські Нідерланди) перейшли на американський долар.
- 12 січня — індійська авіакомпанія IndiGo підписала протокол угоди на закупівлю 180 літаків Airbus A320 серії, сума контракту найбільшого в історії аеронавтики замовлення становить $16,4 млрд[41].
- 9 лютого — фондова біржі Лондона та Торонто оголосили про об'єднання.
- 10 лютого — США ввели в обіг нову 100-доларову купюру[42]; попередні зміни вносилися у 1928 та 1996 роках.
- 11 лютого — на аукціоні проданий останній зібраний український автомобіль «Славута»[43].
- 13 лютого — почалося регулярне транспортування нафти сорту Azeri Light нафтопроводом «Одеса —Броди» в аверсному режимі[44].
- 15 лютого — Нью-Йоркська і Франкфуртська фондові біржі оголосили про намір об'єднатися.
- 11 березня — Фонд державного майна за 10,575 млрд гривень продав 92,8 % акцій компанії «Укртелеком» ТОВ «ЕСУ», дочці австрійського інвестиційно-фінансового консорціуму EPIC[45].
- 21 березня — американський оператор зв'язку AT&T оголосив про намір придбати оператора T-Mobile USA за $39 млрд, що зробило б AT&T найбільшим оператором США[46]; проте операція була заблокована антимонопольними органами.
- 23 березня — Антимонопольний комітет України, провівши відповідне розслідування, виявив антиконкурентну змову трьох великих компаній — «Окко-Нафтопродукт», «Континент-Нафто-Трейд» і «Альянс Холдинг» й наклав штраф на загальну суму 150 мільйонів гривень.
- 19 квітня — Європейська комісія, Європейський банк реконструкції і розвитку і 25 держав на донорській конференції Чорнобильського фонду «Укриття» та Рахунку ядерної безпеки в Києві заявили про готовність виділити додаткові кошти в розмірі 511,9 млн євро на реалізацію «чорнобильських проєктів»[47].
- 4 травня — Португалія домовилася з Євросоюзом і Міжнародним валютним фондом про умови надання фінансової допомоги на €78 млрд[48].
- 9 травня — керівництво японської компанії-оператора АЕС «Хамаока» Chubu Electric Power вирішило повністю припинити роботу електростанції доки не буде побудована дамба на захист від цунамі[49].
- 10 травня — Microsoft придбав найбільший у світі сервіс IP-телефонії Skype за 8,5 млрд доларів[50].
- 13 травня — гігантська бурова машина Big Becky завершила прокладку тунелю завдовжки 10,2 кілометра і діаметром 14,4 метра під Ніагарським водоспадом у Канаді, провінція Онтаріо, для подачі води для комплексу гідроелектростанцій Сера Адама Бека (Sir Adam Beck hydroelectric power stations)[51].
- 24 травня — Національний банк Білорусі визнав девальвацію національної валюти на 55 %[52].
- 30 травня — уряд Німеччини оголосив про рішення зупинити експлуатацію всіх атомних електростанції країни до 2022 року[53].
- 8 червня — нижня палата парламенту Швейцарії проголосувала за поступове закриття всіх АЕС у країні, повністю всі чотири швейцарські АЕС, на яких працюють п'ять ядерних реакторів, будуть закриті до 2034 року.
- 24 червня — Європейська Рада призначити Маріо Драгі новим президентом Європейського центрального банку[54], він обійматиме посаду з 1 листопада 2011 року по 31 жовтня 2019 року.
- 24 червня — в Китаї відкрили найдовший міст у світі через море завдовжки 41,5 кілометри, він з'єднує два береги бухти у місті Циндао, в акваторії Жовтого моря[55].
- 30 червня — у Китаї зі швидкістю 300 км на годину почав курсувати пасажирський поїзд за маршрутом Пекін — Шанхай[56]
- 22 липня — лідери країн єврозони на кризовому саміті у Брюсселі ухвалили другу чергу допомоги Греції у сумі €150 млрд; Ніколя Саркозі урочисто оголосив про створення Європейського валютного фонду[57].
- 22 липня — авіакомпанія American Airlines зробила найбільше замовлення в історії світової цивільної авіації, підписавши контракт на 260 літаків виробництва європейського концерну Airbus і попередньо погодила покупку ще 200 лайнерів у компанії Boeing[58]. За каталожними цінами два контракти разом оцінюються більш ніж у 38 млрд доларів.
- 2 серпня — Конгрес США схвалив законопроєкт про підвищення ліміту внутрішнього боргу країни на 2,4 трлн доларів при одночасному великому скороченні державних видатків, щоб не допустити дефолту держави. Президент США Барак Обама підписав закон одразу щойно документ надійшов до нього[59].
- 5 серпня — рейтингове агентство Standard & Poor's вперше знизило першокласний кредитний рейтинг США з позначки AAA до AA+[60].
- 15 серпня — корпорація Google повідомила, що придбає американського виробника стільникових телефонів Motorola Mobility за $12,5 млрд (тобто з 63 % премією до ціни акцій).
- 9 вересня — президент України Віктор Янукович підписав закон № 3668-VI про реформу пенсійної системи.
- 19 вересня — агентство Standard & Poor's знизило суверенний кредитний рейтинг Італії с A+ до A, прогноз «негативний».
- 23 жовтня — на саміті в Брюсселі лідери ЄС створили європейський економічний уряд, роль якого виконуватимуть регулярні саміти зони євро[61].
- 26 жовтня — саміт лідерів країн Євросоюзу в Брюсселі узгодив план списання 50 % боргів Греції приватними банками, щоб запобігти дефолту країни. З метою подолати боргову кризу єврозони стабілізаційний фонд буде збільшений з €440 млрд до €1 трлн.
- 29 жовтня — австралійська авіакомпанія Qantas на невизначений термін призупинила польоти всіх своїх пасажирських літаків через страйк працівників.
- 8 листопада — Росія у співпраці з Європейським Союзом запустила в обхід України першу гілку газопроводу «Північний потік» дном Балтійського моря від російського Виборга до німецького Любміна[62].
- 11 листопада — оголошено про продаж легендарної британської компанії звукозапису EMI двом конкурентам[63]: Universal Music придбає за 1,9 мільярда доларів її музичну інфраструктуру, а Sony — видавництво з авторськими правами на пісні.
- 25 листопада — Газпром підписав договір про купівлю у Білорусі решти 50 % акцій «Белтрансгаз» за 2,5 мільярда доларів[64], таким чином російська компанія стає одноосібним власником газотранспортної системи Білорусі.
- 1 грудня — відкритий Алматинський метрополітен.
- 9 грудня — на саміті ЄС у Брюсселі всі країни Євросоюзу, за винятком Великої Британії, заявили про бажання приєднатися до «бюджетного договору», який передбачає посилення контролю за витрачанням бюджетних коштів та обсягами держборгу.
- 26 грудня — на переговорах у Пекіні прем'єр-міністри Китаю Вень Цзябао та Японії Йосіхіко Нода домовилися відмовитися від долара при взаєморозрахунках і перейти на єну і юань[65].
- 27 грудня — у Києві відкрита ювілейна 50-та за ліком станція метро «Виставковий центр».
- За даними Світового банку за підсумками 2011 року Україна посіла перше місце у світі за кількістю податків і зборів: український бізнес у той чи іншій формі сплачує 135 різних податків[66].

### Наука і техніка
- 4 січня — компанія AMD представила гібридні комп'ютерні чипи AMD APU, які поєднують можливості центральних та графічних процесорів[67].
- 4 лютого — організація ICANN, яка займається розподілом IP-адрес в мережі Інтернет, офіційно оголосила про вичерпання вільних адрес IPv4[68].
- 6 лютого — зонди-близнюки НАСА STEREO-A і STEREO-B вийшли в протилежні точки земної орбіти і передали перше в історії повне тривимірне зображення Сонця[69][70].
- 24 лютого — американський шатл «Діскавері» з шістьма астронавтами на борту вирушив з космодрому Кеннеді у Флориді у свій останній політ до Міжнародної космічної станції.
- 17 березня — Іран запустив на орбіту супутник за допомогою ракети «Кавошгар-4» («Дослідник-4»).
- 18 березня — автоматична міжпланетна станція MESSENGER вийшла на орбіту Меркурія[71], ставши першим штучним супутником цієї планети.
- 18 березня — автоматична міжпланетна станція «Нью-Горайзонс» перетнула орбіту Урана після п'ятирічної подорожі. Космічний апарат «Вояджер-2» здолав цю відстань за 8 років.
- 5 квітня — з космодрому Байконур до МКС стартувала ракета-носій «Союз-ФГ» з космічним апаратом «Союз ТМА-21», що носять ім'я «Юрій Гагарін», на борту якого космонавти Олександр Самокутяєв, Андрій Борисенко і астронавт НАСА Рональд Гаран.
- 16 травня — з космодрому на мисі Канаверал у свій останній 25-й політ вирушив шатл «Індевор» з екіпажем у складі командир Марк Келлі, льотчик Грег Джонсон, астронавти НАСА Дрю Фойстел, Майк Фінк, Грег Шамітов та італієць Роберто Вітторі[72].
- 7 червня — космічний корабель «Союз ТМА-02М» стартував з космодрому Байконур до Міжнародної космічної станції, на борту росіянин Сергій Волков, астронавт Японського агентства аерокосмічних досліджень Сатосі Фурукава і астронавт НАСА Майкл Фоссум.
- 8 липня — з мису Канаверал шатл «Атлантіс» вирушив у 33-тю і останню подорож на орбіту.
- 16 липня — космічний зонд Dawn вийшов на орбіту астероїда Веста.
- 18 липня — з Байконура за програмою Радіоастрон українська ракета-носій «Зеніт-3SLБФ» вивела на орбіту російський космічний радіотелескоп «Спектр-Р[73]».
- 22 липня — вийшло ядро Linux 3.0.
- 24 липня — запланований перехід в Японії з аналогового телебачення на цифрове.
- 24—30 липня — XVIII Міжнародний ботанічний конгрес у Мельбурні (Австралія).
- 5 серпня — з американського мису Канаверал до Юпітера з дослідницькою місією стартувала ракета-носій Atlas V з дослідницьким зондом «Юнона»[74].
- Серпень — у видавництві McGraw-Hill (Нью-Йорк, США) виходить друком 18-та редакція медичного підручника «Основи внутрішньої медицини» (упорядник 1-ї редакції Т. Гарісон).
- 18 серпня — Закінчився конкурс на отримання ліцензій на мовлення в багатоканальних цифрових (DVB-T2) телемережах (мультиплексах) МХ-1, МХ-2, МХ-3, МХ-5.
- 18 серпня — Право мовити у HDTV у «МХ-1, МХ-2, МХ-3, МХ-5» отримали телеканали Інтер, Україна, MTV Україна, Кіноточка, Мега, Enter-music, Тоніс та Банк-ТВ. Ще 2 HDTV каналу оберуть пізніше.
- 31 серпня — Канада припиняє аналогове телевізійне мовлення.
- 10 вересня — з мису Канаверал ракетою «Дельта-2» НАСА запустило пару зондів GRAIL для вивчення гравітаційного поля і внутрішньої будови Місяця.
- 21 жовтня — російська ракета-носій «Союз» вперше стартувала з екваторіального космодрому Куру у Гвіані і вивела на орбіту європейські навігаційні супутники «Галілео».
- 8 листопада — за допомоги української ракети «Зеніт-3ФГ» стартувала російська АМС «Фобос-Ґрунт».
- 14 листопада — з розташованого в Казахстані космодрому «Байконур» до Міжнародної космічної станції стартував російський пілотований корабель «Союз ТМА-22» з міжнародним екіпажем: росіяни Антон Шкаплеров, Анатолій Іванишин і американець Денієл Бербанк.
- 26 листопада — з космодрому на мисі Канаверал стартувала американська ракета-носій Atlas-5 з марсоходом Curiosity («Допитливість») на борту.
- 1 листопада — на території всієї України розпочали мовлення загальнонаціональні мережі цифрового мовлення МХ-1, МХ-2, МХ-3 та МХ-5 у цифровому стандарті DVB-T2. Однак не всі заплановані населені пункти вже мають змогу приймати цифровий ТБ-сигнал[75].
- 1 грудня 2011 року телеканал «Tonis» вперше в Україні почав мовлення в HD-форматі. Мовлення у цифровій мережі DVB-T2 — буде безплатним[76].
- 21 грудня — з космодрому Байконур на Міжнародну космічну станцію вирушив корабель «Союз ТМА-03М»[77], на борту корабля космонавт Роскосмоса Олег Кононенко, астронавт ЄКА Андре Кауперс і астронавт НАСА Дональд Петтіт.
- 27 грудня — аналог GPS, китайська супутникова навігаційна система Бейдоу в експериментальному порядку почала надавати громадянам країни оперативні послуги, включаючи позиціонування, навігацію і визначення часу; на момент запуску в рамках системи працювали 10 навігаційних супутників.

### Культура
- 13 лютого — драма «Король каже» названа найкращим фільмом року і отримала сім премій під час церемонії вручення призів Британської академії кінематографічних і телевізійних мистецтв (BAFTA).
- 26 лютого — фільм «Про людей і богів» режисера Ксав'є Бовуа визнали найкращою картиною року на врученні призів французької національної кінопремії «Сезар».
- 22 травня — оголошені переможці 64-го Каннського кінофестивалю. «Золоту пальмову гілку» отримав американський режисер Терренс Малік за фільм «Дерево життя». Фільм Марини Вроди «Крос», спільний проєкт України та Франції, переміг у номінації короткометражного кіно.
- 4 вересня — у Вінниці біля острова Кемпа на річці Південний Буг був відкритий найбільший в Європі плавучий світломузичний фонтан.
- 10 вересня — фільм «Фауст» російського режисера Олександра Сокурова одержав «Золотого лева» на 68-му Венеційському кінофестивалі.
- 3 грудня — «Меланхолія» Ларса фон Трієра оголошена найкращим європейським фільмом року у Берліні на церемонії вручення призів Європейської кіноакадемії European Film Awards.

### Релігія
- 9 лютого — предстоятель Української греко-католицької церкви кардинал Любомир Гузар йде у відставку за станом здоров'я, яку прийняв Папа Римський Бенедикт XVI.
- 23 березня — виборчий Синод єпископів УГКЦ обрав єпископа Святослава Шевчука Верховним архієпископом Києво-Галицьким, Главою Української греко-католицької церкви.
- 27 березня — Інтронізація нового Глави УГКЦ єпископа Святослава Шевчука у Патріаршому соборі Воскресіння Христового у Києві.
- 1 травня — папа римський Іван-Павло II причислений до лику блаженних.

### Спорт
- 30 січня — зимові азійські ігри в Алмати
- 21 квітня — Олег Блохін призначений головним тренером національної футбольної збірної України[78].
- 18 травня — у Дубліні у фіналі Ліги Європи «Порту» переграв «Брагу» 1:0; тренер переможців Андре Віллаш-Боаш став наймолодшим володарем одного з єврокубків[79].
- 28 травня — «Барселона» стала 4-разовим переможцем Ліги чемпіонів, обігравши у фіналі «Манчестер Юнайтед» з рахунком 3:1 на лондонському стадіоні «Вемблі».
- Зимова Універсіада 2011 в Ерзурумі, Туреччина.
- 2 липня — Володимир Кличко переміг у Гамбурзі британця Девіда Хея і додав собі титул чемпіона за версією WBA. Таким чином, брати Клички володіють усіма титулами у надважкій вазі.
- 6 липня — виконком Міжнародного олімпійського комітету в Дурбані обрав місцем проведення зимової Олімпіади-2018 південнокорейський Пхьончхан.
- 17 липня — жіноча збірна Японії з футболу стала чемпіоном світу, обігравши у фіналі американок.
- 12 серпня — 23 серпня — літня універсіада в Шеньчжені. Перемогу в неофіційному заліку здобула збірна Китаю.
- 18 вересня — в литовському Каунасі чемпіонат Європи з баскетболу вдруге поспіль виграла збірна Іспанія, яка обіграла у фіналі французів 98:85.
- 8 жовтня — на чемпіонаті світу з боксу в Баку збірна України посіла перше місце у медальному заліку, завоювавши чотири золоті та одну срібну медалі.
- 8 жовтня — у Києві відбулася урочиста церемонія відкриття реконструйованого НСК «Олімпійський».
- 23 жовтня — Нова Зеландія, перемігши французів, виграла домашній чемпіонат світу з регбі.
- 29 жовтня — відкриття нового стадіону «Арена Львів», на якому проходитимуть ігри Євро-2012.
- 25 грудня — спустившися у базовий табір на горі Масив Вінсон, найвищій точці Антарктиди, 15-річний американський хлопець Джордан Ромеро став наймолодшою людиною, що підкорила найбільші вершини на всіх семи континентах.[80] Сходження він робив разом з батьком та мачухою. У віці 10 років Джордан став наймолодшим підкорювачем Кіліманджаро.

### Аварії та катастрофи
- 9 січня — у Ірані поблизу міста Урмія розбився літак Боїнг-727 авіакомпанії IranAir із 105 пасажирами на борту, загинули 77.
- 9 січня — у гірській частині бразильського штату Ріо-де-Жанейро понад 500 чоловік стали жертвами зсувів ґрунту і селів.
- 22 лютого — землетрус силою 6.3 бала у новозеландських містіах Крайстчерч та Літтелтон; 168 загиблих, 200 зниклих безвісти.
- 11 березня — Великий тохокуський землетрус, найбільший за історію спостережень у Японії. Серія підземних поштовхів, найпотужніший землетрус магнітудою 8,9 стався на глибині 32 км за 400 км від Токіо. Від руйнівного цунамі постраждали префектура Міягі, місто Сендай та префектура Фукусіма (див.).
- 12 березня — стався вибух на 1-му блоці 1-й Фукусімській АЕС у префектурі Фукусіма о 14.35 внаслідок виходу з ладу систему охолодження реактору. В результаті вибуху зруйновано машинний зал блоку, піднявся радіаційний фон.
- 24 березня — землетрус магнітудою 6,8 стався на північному сході М'янми; вбито 100 людей, знищено 14 буддійських храмів.
- 28 березня — вибух на заводі з виробництва боєприпасів для автоматів Калашникова в районі міста Джаар на південно-заході Ємену забрав життя 150 чоловік. У момент вибуху в будівлі перебувало багато місцевих жителів, люди займалися пошуком боєприпасів, що залишилися після скоєного напередодні нападу і пограбування заводу.
- 12 квітня — уряд Японії підвищив рівень небезпеки на 1-й Фукусімській АЕС до максимальних 7 балів.
- 27 квітня — в американських штатах Алабама, Міссісіпі і Арканзас через сильні шторми і торнадо загинули понад 300 осіб[81][82]; на цих територіях введено надзвичайний стан.
- 1 травня — з глибини 3,9 км був піднятий[83] «чорний ящик» з технічними параметрами польоту лайнера Airbus A330, який виконував рейс авіакомпанії Air France AF447 з Ріо-де-Жанейро до Парижа і розбився 1 червня 2009 року над Атлантикою.
- 11 травня — в результаті землетрусу магнітудою 5,2 на півдні Іспанії поблизу міста Лорка 10 людей загинуло, значні руйнування історичних споруд[84].
- 21 травня — почалося виверження вулкана Грімсвотн, що входить до складу найбільшого ісландського льодовика Ватнайекюдль. Хмара попелу привела до відміни сотень авіарейсів у Північній Європі[85].
- 22 травня — торнадо вбив 150 мешканців американського міста Джоплін у штаті Міссурі[86][87].
- 4 червня — на південному сході Чилі після 51 року сну прокинувся вулкан Пуйеуе; хмара попелу паралізувала авіасполучення у Південній Америці та Австралії[88][89].
- 13 червня — після 150 років спокою в Еритреї почалося виверження вулкана Дуббі, розташованого в провінції Дебуб-Кей-Бахрі на південному узбережжі Червоного моря; у зв'язку з викидом попелу держсекретар США Гілларі Клінтон перервала поїздку по Африці.
- 21 червня — російський літак Ту-134 компанії «РусЕйр», що здійснював рейс Москва—Петрозаводськ, виконав жорстку посадку на шосе за кілька кілометрів від Петрозаводська. В результаті розколовся фюзеляж і спалахнула пожежа; загинули 44 чоловіки з 52 на борту.
- 5 липня — у Червоному морі від пожежі на борту єменського судна, яке прямувало із Судану до Саудівської Аравії, загинуло близько 200 мігрантів[90].
- 7 липня — у туркменському місті Абадан за 20 км від Ашгабада сталася серія вибухів. Влада стверджує, що на повітря злетів склад з феєрверками. Проте правозахисники повідомляють, що вибухнув артилерійський склад, і вибухи забрали життя 200 людей, сотні будинків зруйновані[91].
- 8 липня — у міжнародному аеропорті міста Касанґані (Демократична Республіка Конго) розбився при посадці при поганих метеоумовах Боїнг-727 компанії Hewa Bora, загинуло 127 чоловік, вижило 57[92].
- 10 липня — двопалубний теплохід «Булгарія», побудований ще в 1955 році, затонув у Куйбишевському водосховищі на Волзі. На борту було 208 чоловік, врятувати вдалося 80.
- 10 липня — у результаті вибуху на військовій базі Евангелос Флоракіс на Кіпрі загинули 17 чоловік, була перервана робота найбільшої електростанції країни.
- 20 липня — ООН оголосила два регіони на півдні Сомалі зоною голоду[93].
- 23 липня — у китайській провінції Чжецзянь швидкісний експрес, який курсував за маршрутом Пекін—Фучжоу, на мосту через річку врізався у хвіст іншого поїзду; внаслідок зіткнення загинули 35 людей, дві сотні поранених.
- 26 липня — літак Lockheed C-130 Hercules врізався в гору Імститан при посадці неподалік від марокканського міста Гельмім, загинули всі 80 людей на борту[94].
- 26 липня — дві аварії на українських копальнях. Унаслідок вибуху на шахті «Суходольська-Східна» загинули 26 гірників. У Макіївці на шахті імені Бажанова в результаті обвалу копра загинули 11 робітників. 31 липня в Україні оголошений день жалоби.
- кінець серпня — Ураган Айрін
- 7 вересня — в ярославському аеропорту Туношна при зльоті впав літак Як-42 з командою хокейного клубу «Локомотив», що виконував чартерний рейс на Мінськ; загинули 43 людини з 45 на борту[95].
- 10 вересня — затонув пором, що йшов із Занзібару до Танзанії, загинули близько 200 чоловік із 600 на борту.
- 16 вересня — під час національного чемпіонату з літакового спорту в американському Рено, штат Невада, на глядацьку трибуну впав літак P-51 Mustang, який за часів Другої світової війни використовувався як винищувач; постраждало 75 людей[96]
- 17 вересня — в Мартінсбурзі, що у Західній Вірджинії (США) під час авіашоу «Блю Рідж» виконуючи елемент повітряної акробатики розбився літак Т-28. Загинула одна людина[97][98].
- 18 вересня — в Індії та Непалі стався землетрус магнітудою 6,8 балів. Загинуло щонайменше 36 людей, серед них 15 у північно-східному індійському штаті Сіккім, ще п'ятеро людей загинули у сусідньому Непалі[99][100].
- 20 вересня — У Китаї у провінції Шеньсі сталася найсильніша за останні півстоліття повінь. З небезпечних районів евакуйовано понад 70 тисяч людей, під водою опинилися 10 міст. Понад 30 тисяч будинків повністю затоплені. Жертвами негоди стали вже 45 людей[101].
- 23 жовтня — землетрус магнітудою 6,6 з епіцентром за 32 км від турецького міста Ван неподалік іранського кордону призвів до жертв і руйнувань у провінції.
- 30 жовтня — апогей масштабної повені у Таїланді, затоплена столиця країни 12-мільйонний Бангкок.
- 17 грудня — тропічний шторм Ваші вбив понад 1200 мешканців на півдні Філіппін[102], понад тисячу зниклих безвісти.
- 18 грудня — бурова платформа «Кольська» затонула в умовах сильного шторму при буксируванні з півострова Камчатка до острова Сахалін, з 67 чоловік на борту врятувати вдалося лише 14.

## Померли
Докладніше: Категорія:Померли 2011, Список померлих 2011 року

## Шевченківська премія
У категорії «Літературознавство і мистецтвознавство» лауреатами стали Роман Горак і Микола-Ярослав Гнатів за 10-томне видання «Іван Франко».
В оперному мистецтві нагороджені постановники опери «Норма» у Київській опері. Лауреатами стали: диригент-постановник Микола Дядюра, режисер-постановник Анатолій Солов'яненко, виконавець партії Оровезо Сергій Магера і виконавиця партії Норми Оксана Крамарева
У номінації «Концертно-виконавське мистецтво» перемогла Лідія Забіляста з Київського оперного театру.
У номінації «Образотворче мистецтво» премію не присудили через суперечку навколо двох кандидатур: Людмили Жоголь і Віктора Сидоренка.
Комітет з Національної премії присудив Шевченківську премію з літератури письменнику Василю Шкляру за роман «Залишенець. Чорний Ворон», але той попросив відкласти вручення доти, коли міністром освіти не буде Дмитро Табачник

## Нобелівська премія
- З медицини та фізіології: Брюс Бетлер, Ральф Стейнман та Жуль Гоффман за роботи, пов'язані з імунною системою
- З фізики: Сол Перлматтер, Браян П. Шмідт, Адам Рісс «за відкриття прискореного розширення Всесвіту за допомогою спостережень над далекими надновими»
- З хімії: Даніель Шехтман за відкриття квазікристалів
- З літератури: шведський поет Томас Транстремер
- Премія миру: Елен Джонсон-Серліф, Лейма Гбові та Тавакуль Карман «за ненасильницьку боротьбу за права і безпеку жінок та участь у миротворчому процесі»
- З економіки: Томас Сарджент та Крістофер Сімс «за емпіричне дослідження причинно-наслідкових зв'язків у макроекономіці»

## Вигадані події
- Події книги 11/22/63.